# Ostikan
Ostikan (armeni: ոստիկան) era el nom que els armenis donaven als governadors de les primeres províncies de l'antiga Armènia establerts pels àrabs. El càrrec és equivalent al d'emir.
Els governadors d'Armènia entre el 640 i el 878 portaren el títol d'ostikan.